# Jean-Louis Lafosse
Pas d'image ? Cliquez ici
Jean-Louis Lafosse, né le 15 mars 1941 à Dakar et mort le 13 juin 1981 au Mans, est un pilote automobile français. Son nom est fortement associé à la course des 24 Heures du Mans où il obtient la deuxième place en 1975 et 1976. Il meurt dans un accident spectaculaire dans la ligne droite des Hunaudières lors des 24 Heures du Mans 1981, alors qu'il fait équipe avec Jean Ragnotti.

## Palmarès
- Championnat d'Europe 2L. Sport
  - 2e des 500 kilomètres du Nürburgring en 1972 (Lola T290)
- Coupes de l'AGACI en 1972 (Lola T290; 2e en 1973 sur Lola T292)
- 2e des 1 000 kilomètres de Paris en 1972 (Lola T290)
- Coupes de Vitesse de L' A.C.I.F. en 1973 (Lola T290)
- Championnat de France des circuits en 1973
  - Nogaro (Lola T290)
  - Magny-Cours (Lola T282)
- European Touring Car Championship
  - Vainqueur des 4 Heures de Monza en 1974 (BMW 3.0 CSL)
  - Vainqueur des 500 km Vallelunga en 1974 (BMW 3.0 CSL)
  - 2e du Tourist Trophy en 1976 (BMW 3.0 CSL)
- Championnat de France des circuits
  - Champion en 1976
- Championnat du monde des voitures de sport
  - 2e des 6 Heures d'Hockenheim 1977 (Porsche 935, avec Ballot-Lena)
- 24 Heures du Mans
  - 2e en 1975 et 1976

## Résultats aux 24 Heures du Mans
| Année | Voiture           | Équipe                           | Équipiers                         | Résultat                     |
| ----- | ----------------- | -------------------------------- | --------------------------------- | ---------------------------- |
| 1971  | Porsche 910       | Christian Poirot (de)            | Christian Poirot (de)             | Abandon (Uniquement inscrit) |
| 1972  | Ferrari 365 GTB/4 | Scuderia Filipinetti             | Mike Parkes / Jean-Jacques Cochet | 7e                           |
| 1973  | Lola T282         | Équipe Gitanes Cigarettes France | Reine Wisell / Hugues de Fierlant | Abandon                      |
| 1974  | Ferrari 308 GT4   | North American Racing Team       | Giancarlo Gagliardi (nl)          | Abandon                      |
| 1975  | Ligier JS2        | Automobiles Ligier Gitanes       | Guy Chasseuil                     | 2e                           |
| 1976  | Mirage GR8        | Grand Touring Cars Inc.          | François Migault                  | 2e                           |
| 1978  | Ferrari 512BB     | Pozzi-Thompson JMS Racing        | Claude Ballot-Léna                | Abandon                      |
| 1979  | Porsche 935       | Gelo Racing Sportswear Intl.     | John Fitzpatrick / Harald Grohs   | Abandon                      |
| 1980  | Porsche 935 K3    | Porsche Kremer Racing            | Ted Field / Danny Ongais          | Abandon                      |
| 1981  | Rondeau M379      | Calberson Jean Rondeau           | Jean Ragnotti                     | Abandon                      |